# Divaricella angulifera
Divaricella angulifera är en musselart som först beskrevs av Orbigny 1842.  Divaricella angulifera ingår i släktet Divaricella och familjen Lucinidae. Inga underarter finns listade i Catalogue of Life.